# Fondante Thirriot (pera)
Fondante Thirriot (en España conocida como Fundente Thirriot) es una variedad cultivar de pera europea Pyrus communis. Esta pera está cultivada en la colección de la Estación Experimental Aula Dei (Zaragoza). Esta pera variedad muy antigua, es originaria de Francia, también extendido su cultivo en España (Gerona, Huesca, Logroño, Zaragoza), y tuvo su mejor época de cultivo comercial antes de la década de 1960, y actualmente en menor medida aún se encuentra.  Las frutas tienen una pulpa, blanca, fina, tierna, jugosa, dulce, picante, fragante, de muy buena calidad.

## Sinonimia
- "Fondante de Thirriott",
- "Fundente Thirriot" en España.[7]

## Historia
La familia Thirriot llegó a las Ardenas (Arreux y St Julien) alrededor de 1800. Se establecieron como viveristas y desarrollaron 4 variedades populares de peras. La variedad de pera 'Fondante Thirriot' nació gracias a Jean Paul Thirriot. En 1858 en St Julien, (Granja "moulin à vent").
Consta una descripción del fruto: Leroy, 1867 : 166; Hedrick, 1921 : 386; Soc. Pom. France, 1947 : 305; Vercier, 1948 : 62; Kessler, 1949 : 92, y en E. E. Aula Dei.
En España 'Fundente Thirriot' está considerada incluida en las variedades locales autóctonas muy antiguas, cuyo cultivo se centraba en comarcas muy definidas. Se caracterizaban por su buena adaptación a sus ecosistemas y podrían tener interés genético en virtud de su adaptación. Se encontraban diseminadas por todas las regiones fruteras españolas, aunque eran especialmente frecuentes en la España húmeda. Estas se podían clasificar en dos subgrupos: de mesa y de cocina (aunque algunas tenían aptitud mixta).
'Fundente Thirriot' es una variedad clasificada como de mesa, difundido su cultivo en el pasado por los viveros comerciales y cuyo cultivo en la actualidad se ha reducido a huertos familiares y jardines privados.
La pera 'Fundente Thirriot' está cultivada en diversos bancos de germoplasma de cultivos vivos tales como en la Estación Experimental Aula Dei (Zaragoza), con el nombre de accesión: Fundente Thirriot. 

## Características
El peral de la variedad 'Fundente Thirriot' tiene un vigor alto y productivo todos los años; florece a finales de abril; tubo del cáliz en forma de embudo con conducto de longitud muy variable en general bastante profundo y ensanchándose hacia el corazón.
La variedad de pera 'Fundente Thirriot' tiene un fruto de tamaño de mediano a grande; forma muy variable, piriforme, turbinada, piriforme truncada, turbinada breve o doliforme breve, con cuello muy ligero o sin cuello, simétrica o asimétrica, contorno irregularmente redondeado; piel lisa o semi-ruda, brillante o mate, muy untuosa; con color de fondo amarillo verdoso o pajizo con zona doradobronceada, presenta un punteado ruginoso-"russeting" muy abundante y visible, "russeting" (pardeamiento áspero superficial que presentan algunas variedades) medio; pedúnculo largo, generalmente grueso, ensanchándose más en los extremos, con frecuencia parcialmente carnosos o semi-carnosos, parcialmente ruginoso-"russeting" con señales de yemas, recto o torcido, implantado generalmente derecho, cavidad del pedúnculo variable, estrecha o mediana, casi superficial o medianamente profunda, a veces nula, con el borde ondulado o mamelonado, generalmente oblicuo; anchura de la cavidad calicina mediana o amplia, casi superficial, con el borde liso o ligeramente ondulado; ojo mediano o grande, abierto; sépalos puntiagudos, amarillentos, erectos en la base, doblados o rizados hacia fuera.
Carne de color blanco crema; textura ligeramente granulosa, poco jugosa; sabor dulce, aromático, bueno; corazón pequeño o mediano, estrecho, fusiforme. Eje estrecho, abierto en corto trecho, interior lanoso. Celdillas pequeñas. Semillas de tamaño medio, puntiagudas, a veces ligeramente espolonadas, de color castaño rojizo oscuro no uniforme.
La pera 'Fundente Thirriot' madura entre septiembre y octubre. Aguanta en buenas condiciones hasta tres meses de almacenamiento en un ambiente refrigerado. Se usa como pera de mesa fresca, y en cocina para hacer compotas.

## Susceptibilidades
Requiere poco tratamiento, y resiste el frío. Fruto adaptado a regiones frías, que se puede cultivar en altura.